# Sol Pavez
Sol Pavéz es una dramaturga, directora, guionista, docente, editora, y actriz.  Argentina. Cursó estudios de teatro en el UNA. Ha escrito y dirigido las obras "Apenas ", "Quizás...", "Anfibia", "Un lugar tan pequeño o un pequeño lugar", "Munus", "La ilusión", " Destello" "En mí", Instalaciones dramáticas para una poesía"  "El tropiezo". Realizó  la supervisión dramatúrgica  y dirección de los monólogos "Amanece Eudora” y "Justito Juez” para el Ciclo Monoblock.  
Sus obras forman parte de la biblioteca Nacional y el VIAF (Archivo de Autoridades Virtual Internacional)  fuente de consulta para bibliotecas y el sector cultural.  Han sido traducidas a diferentes idiomas.    
Pavéz forma parte del directorio del sitio internacional para la investigación científica y humanística LATINDEX, del Directorio Latino de Autores y Expositores de la Facultad de Diseño y Comunicación de la Universidad de Palermo, y de la Biblioteca Virtual de Proyecto 34 S.        
La lana sobre la piel pica, cortometraje en el que actúa y a su vez escribe y dirige junto a Natalia Casielles, ha sido seleccionado para participar en distintos festivales del mundo  y ambas han sido nominadas como mejores guionistas y directoras en el festival  Fhonex de Ottawa Canadá, a su vez fue seleccionado para participar del FIBA 2021.    

Su obra "Munus" se presentó en la 43. ª Feria internacional del Libro, seleccionada por el Fondo Nacional de las Artes para dicha presentación. Publicada por la "editorial Peces de Ciudad" Archivado el 25 de junio de 2022 en Wayback Machine.
Fue seleccionada como dramaturga para formar parte de los Cuadernos del Picadero 2018 editado por el Instituto Nacional del Teatro.
Ha escrito el ensayo “Tres espacios, tres tiempos, Munus, la ilusión en mí”, que forma parte del libro Reflexiones Académicas I publicado por la  Universidad de Palermo. El libro fue presentado en la mesa de cierre del Congreso 2015.

Se le han otorgado dos becas por parte del CCC como investigadora teatral, con las que realizó las investigaciones "Quinta esencia, el teatro y el fuego" y "Voluntad colectiva, teatro comunitario".

Ha sido una de las ganadoras del concurso “Proyecto 34° Sudáfrica” con su obra "Quizás" considerada como una de las diez mejores obras nacionales por dicho concurso  y traducida al inglés.
Fue nominada a los premios MUNDO T como mejor autora y actriz por la obra "Un lugar tan pequeño o un pequeño lugar".
Creadora “CDA” Primer  Concurso de Dramaturgas Argentinas, del cual fue una de las jurada en su lanzamiento en el 2019.
Fue gestora del Primer encuentro de Nacional de Dramaturgas en el Centro Cultural de la Cooperación.
Ha dado charlas y ha formado parte de diferentes mesas de reflexión sobre  su desempeño en el ámbito  teatral en espacios como: Congreso tendencias escénicas, Centro Cultural de la Cooperación, Dramaturgias posibles, Casa de la lectura Julio Cortázar, Espacio Juan L Ortiz entre otros.
Publicaciones
 (enlace roto disponible en Internet Archive; véase el historial, la primera versión y la última).
-  Munus editorial Peces de Ciudad.
Quizás, traducida al inglés - Perhaps, biblioteca virtual de Proyecto 34 S.
Reflexiones Académicas I - Publicado por la Universidad de Palermo.
Cuadernos del Picadero 2018 editado por el Instituto Nacional del Teatro.
Televisión
Formó parte de los unitarios “Mujeres Asesinas” “Tiempo de Pensar", “Socias”, "Un Cortado", "Volver a Nacer", “Doble Venganza”.